# Artediellus aporosus
Artediellus aporosus és una espècie de peix pertanyent a la família dels còtids.

## Hàbitat
És un peix marí, demersal i de clima temperat que viu entre 50 i 200 de fondària.

## Distribució geogràfica
Es troba al Pacífic nord-occidental: el mar del Japó i el mar d'Okhotsk.

## Observacions
És inofensiu per als humans.